# Leo Kanner
Leo Kanner (13. června 1894 – 3. dubna 1981) byl rakousko-americký psychiatr židovského původu. Spolu s Anni Weiss a Georgem Franklem přenesl do Ameriky "evropskou školu" Heilpädagogik a někdy bývá nazýván "otcem americké dětské psychiatrie".
Podobně jako Grunja Efimovna Sukhareva patřil mezi první teoretiky autismu a jejich popis klinických rysů autismu je stále považován za základ moderního chápání této neurovývojové odchylky. 

## Život

### Mládí, vzdělání a emigrace
Narodil se 12. června 1894 jako Chaskel Leib Kanner v haličské vesničce Klekotów na území Rakousko-Uherska (dnes Klekotiv na Ukrajině). Roku 1906, v jeho 12 letech, se rodina přestěhovala do Berlína, kde roku 1913 absolvoval Sophien-Gymnasium s vynikajícími výsledky v přírodních vědách a klasických jazycích. Na podzim téhož roku začal studovat medicínu na berlínské Friedrich-Wilhelms-Universität (dnes Humboldtova univerzita).
Během první světové války působil jako dobrovolný sekundární lékař na interním a psychiatrickém oddělení berlínské Charité, kde se seznámil s Kraepelinovým diagnostickým systém i ranými freudovskými přístupy k dětské psychiatrii. Po skončení války dostudoval lékařství na berlínské univerzitě, v prosinci 1919 vykonal státní zkoušku (Staatsexamen) a 1921 získal titul MUDr. Jeho dizertace o elektrokardiografii je uložena v archivech Humboldtovy univerzity.
Kvůli hyperinflaci ve Výmarské republice a rostoucímu antisemitismu emigroval Kanner v roce 1924 do Spojených států. V následujících letech aktivně pomáhal dalším evropským vědcům s administrativou spojenou s vystěhováním do Ameriky.

### Definice autismu a počátky americké dětské psychiatrie
Roku 1924 nastoupil jako jediný dětský psychiatr do Yankton State Hospital v Jižní Dakotě, kde zajišťoval pediatrickou i psychiatrickou péči dětí z venkovských komunit. Jeho systematické záznamy a klinické zprávy, prezentované na konferencích Americké psychiatrické asociace l v národních a regionálních časopisech, upoutaly pozornost Adolfa Meyera. Ten Kannera v roce 1928 pozval na psychiatrickou kliniku Henryho Phippse při nemocnici Johna Hopkinse v Baltimoru. Díky grantům Rockefellerovy a Macy's nadace Kanner v roce 1930 založil Harriet Lane Home, první americkou kliniku věnovanou výhradně dětské psychiatrii. Roku 1935 vydal první učebnici dětské psychiatrie Child Psychiatry.
Díky plynné němčině i studiím a zkušenostem z působení v Berlíně byl Kanner bez problému schopen převzít terminologii a data z vídeňské školy Heilpädagogik, které přinesli emigrující Anni Weiss a Georg Frankl. Tito kolegové Hanse Aspergera z Vídeňské univerzity znali nejen pojmy jako „autistický psychopat“ či „porucha afektivního kontaktu“, ale také německý překlad Grunyje Efimovny Sukharevy z roku 1926, zachycující rané kazuistiky „schizoidní psychopatie“ u dětí. 
Kanner okamžitě začlenil tyto koncepční rámce do své vlastní praxe a popisy autismu z textů vydaných v let 1943 a 1949 (včetně vrozené snížené potřeby afektivního kontaktu či vyžadování stálostí) tak využívají jazyk i diagnostické kategorie vídeňské školy, byť aplikované na americkou populaci. Autismus je podle Kannera vrozený a projevuje se již od nejranějšího dětství, proto pracoval s termínem "early infantile autism".
Přednáška na výroční konferenci ve Washingtonu DC

## Dílo
- KANNER, Leo; Child Psychiatry (1935) – Springfield, IL: Charles C. Thomas.
- KANNER, Leo; Follow-up Study of Eleven Autistic Children Originally Reported in 1943 (1971) – Journal of Autism and Childhood Schizophrenia 1(2): 119–145. DOI 10.1007/BF01537953; PMID 5172388
- KANNER, Leo; Early Infantile Autism, 1943–55 (1956) – American Journal of Orthopsychiatry 26(3): 556–566. DOI 10.4159/HARVARD.9780674367012.C2
- KANNER, Leo; Problems of Nosology and Psychodynamics of Early Infantile Autism (1949) – American Journal of Orthopsychiatry 19(3): 416–426. DOI: 10.1111/j.1939-0025.1949.tb05441.x
- KANNER, Leo; Autistic disturbances of affective contact (1968) – Acta Paedopsychiatrica 35(4):100-36. PMID 4880460
- KANNER, Leo (1969) – Remarks at the Annual Conference of the National Society for Autistic Children, Washington, D.C., 1969